# Carl Trägårdh
Carl Ludvig Trägårdh, född 20 september 1861 i Kristianstad, död 5 juni 1899 i Paris, var en svensk målare och tecknare.

## Biografi
Carl Trägårdh var son till grosshandlaren Lars Christopher Trägårdh och Göthilda Euphrosyne Littorin. Trägårdh visade redan som barn lust och fallenhet för att rita och måla. Under sina skolår på Kristianstad läroverk fick han extra uppmärksamhet av sin teckningslärare Johan Lönblad som efter skoldagens slut lät honom komma till sin ateljé där han kunde teckna med kol och måla akvarell. Efter att han slutat vid läroverket 1880 studerade han landskapsmåleri för Lönblad. Han fortsatte därefter sina studier för Per Daniel Holm och Anders Kallenberg vid Konstakademien i Stockholm 1881–1883 där han blev kamrat med bland andra Bruno Liljefors, Anshelm Schultzberg och Justus Lundegård. Samtidigt med sina studier vid akademien följde han kvällsundervisningen vid Edvard Perséus målarskola.
Under hösten 1883 reste han till Karlsruhe där han studerade djurmåleri för Herman Baisch(de) 1883–1884 och våren 1885 reste han vidare till München där han studerade landskapsmåleri för Joseph Wenglein(de) och en kortare tid för Lier. Under hösten 1885 reste han till Frankrike där han studerade för bland annat Raphaël Collin i Paris. Han förblev bosatt i Paris fram till sin död men företog ett flertal målar- och studieresor till andra platser. Tillsammans med Karl Nordström, Elias Erdtman, August Strindberg och Emma Löwstädt-Chadwick vistades han våren och sommaren 1886 i Grez-sur-Loing. Han kom tidigt i kontakt med opponenterna och medverkade i sammanträdet i Göteborg 1886 då Konstnärsförbundet bildades.
Trägårdh återvände till Grez-sur-Loing under hösten 1889 där bland annat även Anshelm Schultzberg kom att vistas. Efter årsskiftet arbetade han under några månader i Étaples vid kanalkusten, fortfarande i Schultzbergs sällskap.
Han drabbades av en svår halssjukdom och lämnade Sverige i januari 1899 för att via England ta sig till Cagnes i södra Frankrike för att få ett klimatombyte och där hade han en sista produktiv period innan han tvingades söka läkare i Paris där han sedan avled på Hôpital de la Pitié.
Tillsammans med Justus Lundegård ställde han ut i Helsingborg 1897 och separat ställde han bland annat ut i Göteborg 1898. Han medverkade i utställningar med bland annat Konstnärsförbundet 1886–1899, Opponenternas utställning i Stockholm 1885, Världsutställningen 1889 i Paris där han tilldelades en bronsmedalj, konstutställningen i Göteborg 1891, Bordeauxutställningen 1891 där han tilldelades en silvermedalj, Världsutställningen 1893 i Chicago, den akademiska jubileumsutställningen 1896 i Berlin, Stockholmsutställningen 1897 och från 1890 på Salon de Champ de Mars i Paris. Svensk-franska konstgalleriet visade en minnesutställning med hans konst 1925 och en utställning visades på Samlaren och på Malmö museum 1945.
Som mecenat hade han den franska sångaren och konstsamlaren Jean-Baptiste Faure (1830–1914) som köpte ett 40-tal målningar av honom. I hans produktion finns landskap ofta med betande kreatur, vanligen kor eller får. Färgerna är välstämda och utförandet ofta impressionistiskt med blond kolorit. Trägårdh finns representerad vid bland annat Göteborgs konstmuseum och Länsmuseet Gävleborg, Nationalmuseum, Prins Eugens Waldemarsudde, Lunds universitets konstmuseum, Kulturhistoriska museet i Lund, Kristianstads museum, Norrköpings Konstmuseum, Uddevalla museum, Värmlands museum, Luleå museum, Helsingborgs museum, Bohusläns museum, Regionmuseet Kristianstad, Sörmlands museum och Svenska klubben i Paris.

## Galleri

Landskap från Grez-sur-Loing (1889)
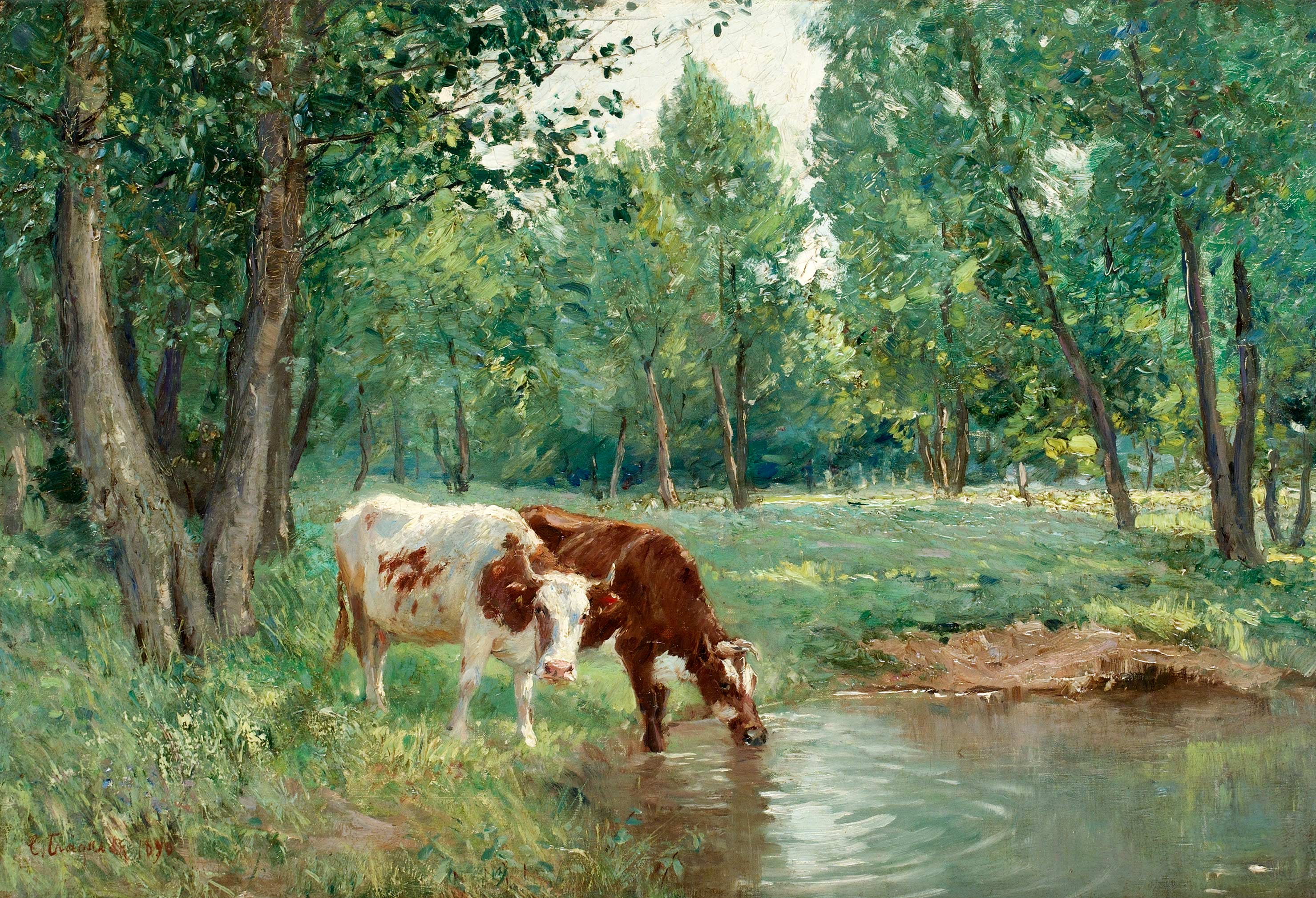
Pastoralt landskap med kor (1890)
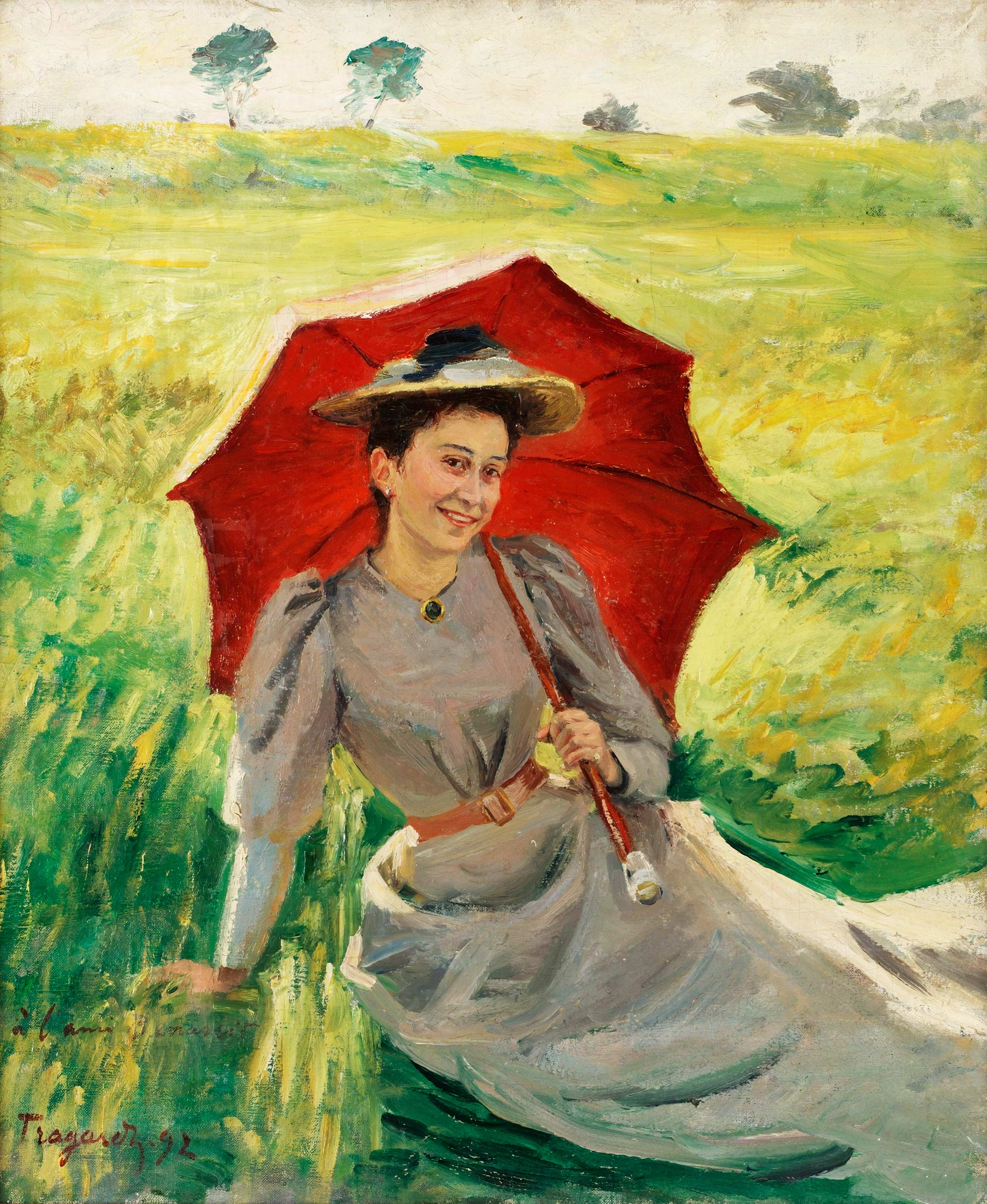
Dam med rött parasoll (1892)
Landskap med kor (c:a 1890-96)
Landskap (c:a 1890-96)
Vallflicka (slutet av 1890-talet)
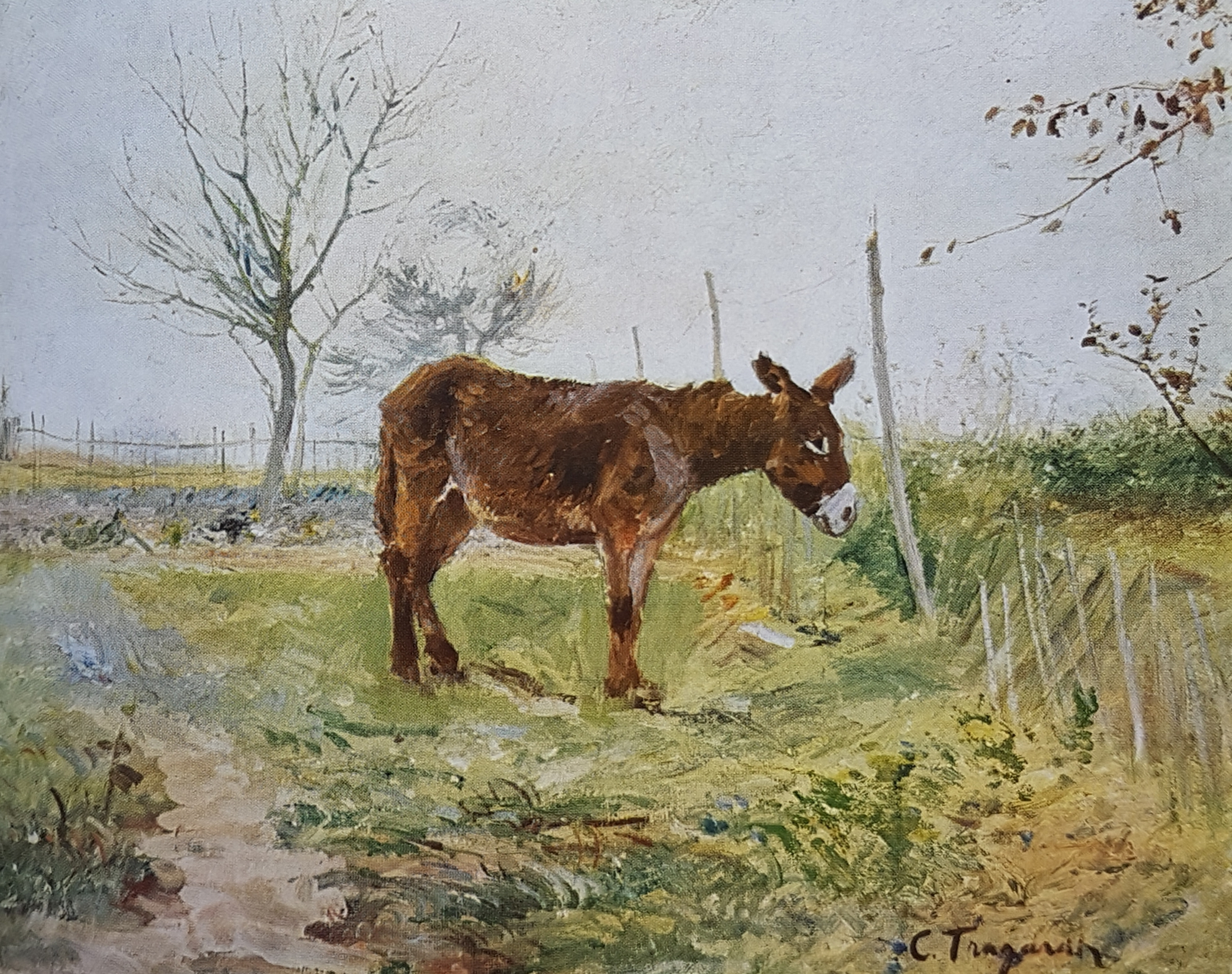
Åsnan (u. å.)
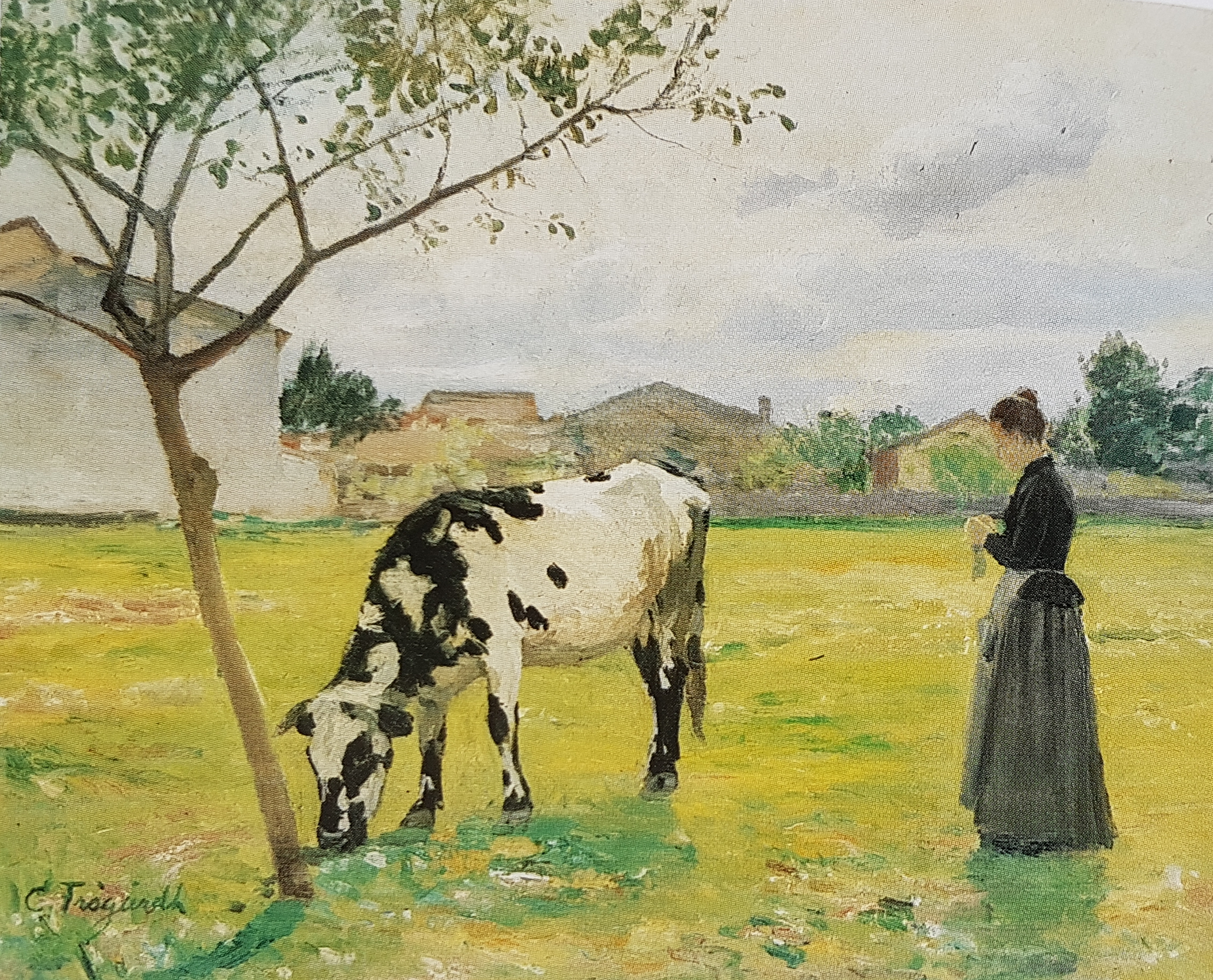
Sommarlandskap med kvinna (u. å.)